# Vincent Candela
Vincent Candela (Bédarieux, 1973. október 24. –) francia válogatott labdarúgó. A Francia-válogatottal megnyerte az 1998-as labdarúgó-világbajnokságot és a 2000-es labdarúgó-Európa-bajnokságot.
Candela jobb oldali szélső védőként szerepelt csapataiban, de előfordult, hogy a bal oldalon vette ki a részét a játékból.
A klubok melyekben megfordult a következők voltak: Toulouse (1992-95), Guingamp (1995-97), AS Roma (1997-2005), Bolton Wanderers (2005), Udinese (2005-2006) é a Siena (2006-2007) voltak. Egyszeres Scudetto győztes az AS Roma csapatával.
2007. január 28-án játszotta utolsó Seria A-s mérkőzését a Messina színeiben az Ascoli ellen.

## Pályafutása a válogatottban
Összesen 40 alkalommal húzhatta magára a címeres mezt és ezeken a találkozókon 5 gólt szerzett. Tagja volt a világ és Európa-bajnok francia keretnek (1998, 2000). ezenkívül szerepelt még a 2002-es labdarúgó-világbajnokságon és az atlantai olimpián.

## Sikerei, díjai
- Labdarúgó-világbajnokság: 1998
- Labdarúgó-Európa-bajnokság: 2000
- Serie A: 2001–02
- Olasz labdarúgó-szuperkupa: 2001